# Meitnerium
Meitnerium (chemická značka Mt) je sedmnáctým transuranem, silně radioaktivní kovový prvek, připravovaný uměle v cyklotronu nebo urychlovači částic.
Meitnerium doposud nebylo izolováno v dostatečně velkém množství, aby bylo možno určit všechny jeho fyzikální a chemické vlastnosti. Při své poloze v Periodické tabulce prvků by svými vlastnostmi mělo připomínat iridium.

## Historie

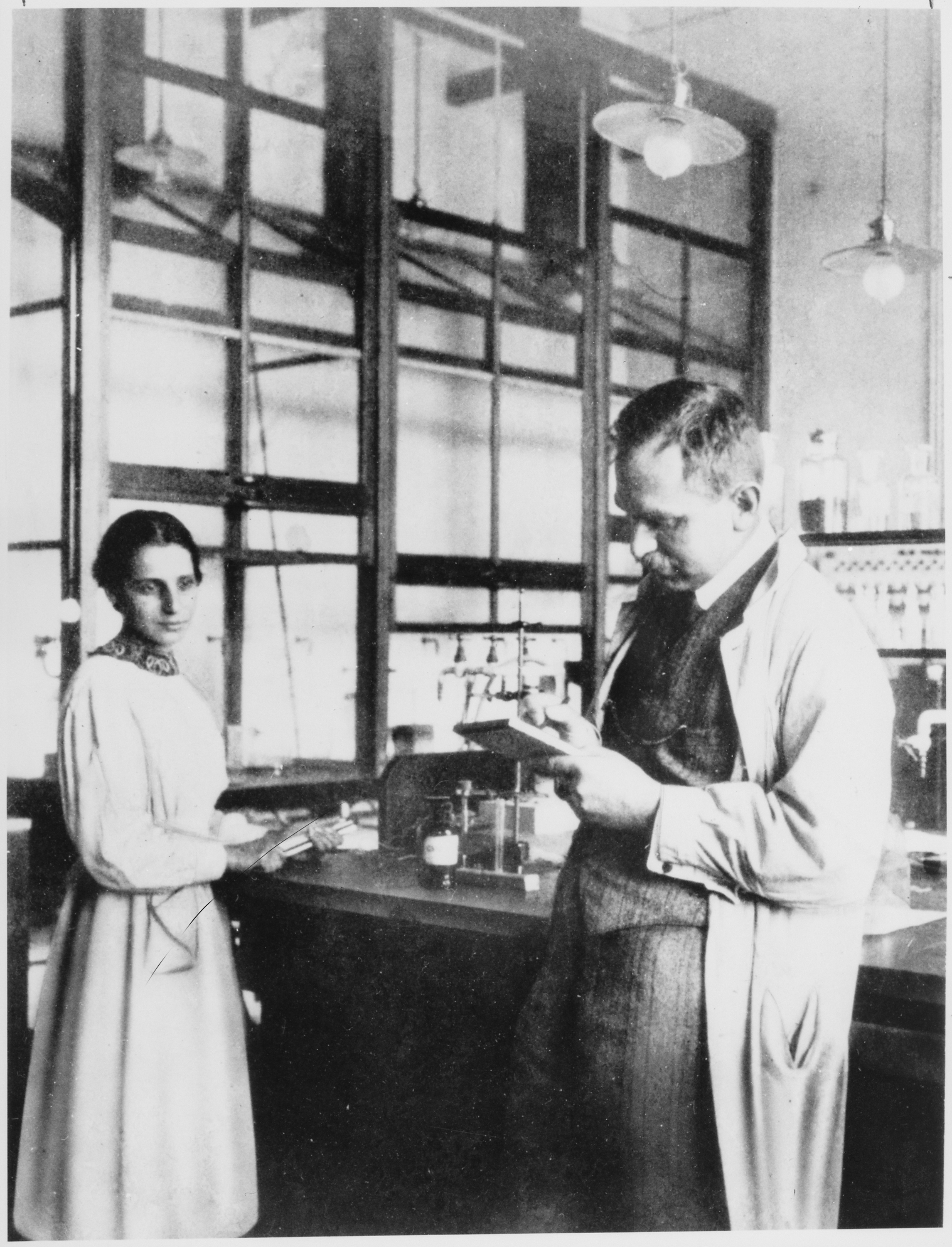
Lise Meitnerová a Otto Hahn

První přípravu prvku s protonovým číslem 109 oznámili němečtí fyzici Peter Armbruster a Gottfried Münzenberg z Ústavu pro výzkum těžkých iontů v německém Darmstadtu 29. srpna roku 1982. Bombardováním izotopu bismutu jádry atomu železa získali izotop 266Mt s poločasem rozpadu přibližně 1,7 ms.
 209
83 Bi +  58
26 Fe →  266
109 Mt +  1
0 n
Prvek byl poté pojmenován po rakouské matematičce a fyzičce Lise Meitnerové a zasedání IUPAC v roce 1997 toto pojmenování schválilo.

## Izotopy
Doposud (2018) je známo následujících 15 izotopů meitneria:
| Izotop | Rok objevu | Reakce         | Poločas rozpadu |
| ------ | ---------- | -------------- | --------------- |
| 265Mt  |            |                | ?               |
| 266Mt  | 1982       | 209Bi(58Fe,n)  | 1,7 ms          |
| 267Mt  |            |                | ?               |
| 268Mt  | 1994       | 209Bi(64Ni,n)  | 21 ms           |
| 269Mt  |            |                | ?               |
| 270Mt  | 2004       | 209Bi(70Zn,n ) | 5,0 ms          |
| 271Mt  |            |                | ?               |
| 272Mt  |            |                | ?               |
| 273Mt  |            |                | ?               |
| 274Mt  | 2006       | 237Np(48Ca,3n) | 0,44 s          |
| 275Mt  | 2003       | 243Am(48Ca,4n) | 9,7 ms          |
| 276Mt  | 2003       | 243Am(48Ca,3n) | 0,72 s          |
| 277Mt  |            |                | 5 s             |
| 278Mt  | 2009       | 294Ts(—,4α)    | 8 s             |
| 279Mt  |            |                | ?               |